# Mem Pires de Aguiar
Mem Pires de Aguiar (1100 -?) foi um nobre Rico-Homem e cavaleiro medieval português, foi senhor da Torre do Castelo de Aguiar de Sousa, na localidade de Aguiar de Sousa de onde tomou o nome. Actualmente esta torre é considerada Imóvel de Interesse Público, conforme o Dec. n.º 95/78, DR 210 de 12 de Setembro de 1978. Este monumento faz parte da Rota do Românico do Vale do Sousa.

## Relações familiares
Foi filho de Pero Oeriz Guedeão (1070 -?) e de Teresa Aires de Ambia, (c. 1070 -?), filha de Aires Ambia, rico-homem da Corte de Leão. Casou com Maior Garcia, filha de Garcia Afonso, do tronco dos Porto Carreiros e de sua mulher D. Estefânia ou Estefina de quem teve:
1. Pero Mendes de Aguiar (1140 -?) casou com Estevainha Mendes de Gundar (1175 -?), filha de Mendo de Gundar e de D. Goda.